# Hangenbieten
Hangenbieten – miejscowość i gmina we Francji, w regionie Grand Est, w departamencie Dolny Ren.
Według danych na rok 1990 gminę zamieszkiwało 1149 osób, 280 os./km².